# 新現代主義建築

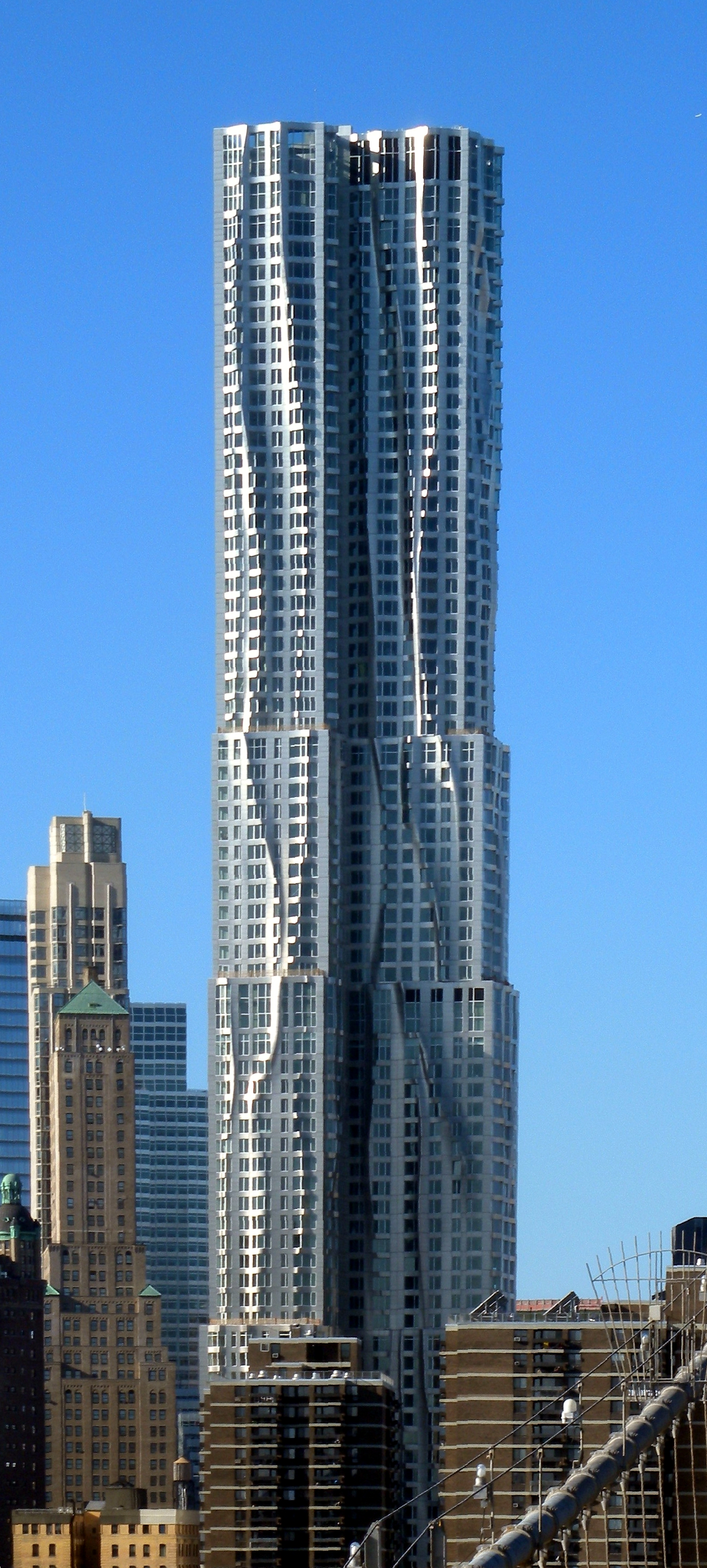
紐約雲杉街8號

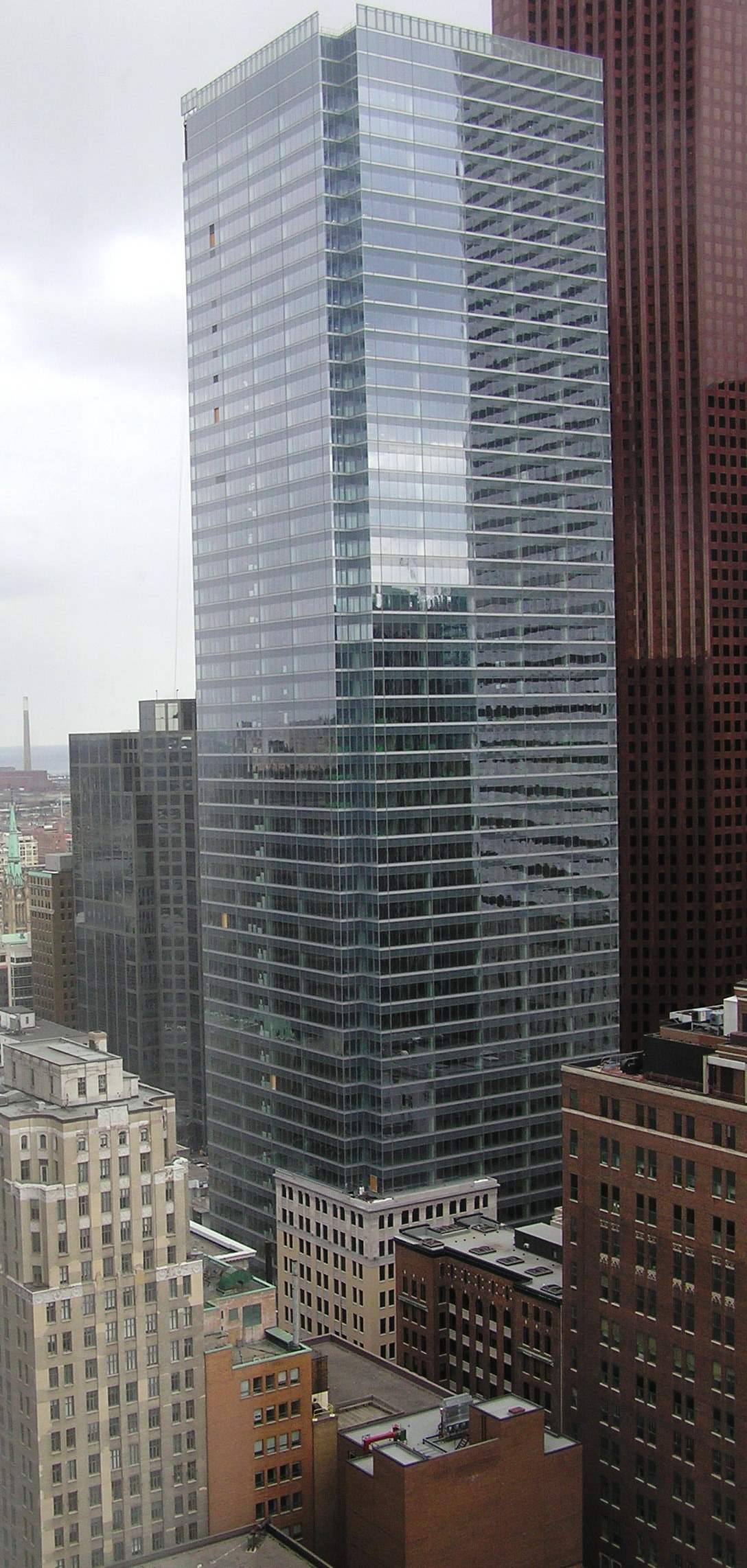
多倫多市阿德萊迪灣大廈起先在1980年採用現代建築設計，後來2009年完成時的轉變即是一例，大廈修改變成為後現代主義的風格

新現代建築是一種從20世紀末期到21世紀初的建築風格，最早在1965年有出現的蹤跡。新現代建築透過新的簡約而平民化的設計而對後現代建築的複雜建築結構作出折衷主義的回應。可以說是介於現代主義和後現代主義中間的微小地帶。。
「新現代建築」這個名詞有時亦被用於汎指21世紀後建造的所有建築。
大致上21世紀後建築界设计上有两条发展的主脉络，其中一条是后现代主义建築的探索，另外一条则是对现代主义建築的重新研究和发展，它们基本是并行发展的。第二條路的发展就被称为“新现代主义”，或者“新现代”设计。虽有不少设计師在70年代认为现代主义已经穷途末路，认为国际主义风格充满了与时代和當地文化不适应的成份，因此必须利用各种历史的、装饰的风格进行修正，从而引发了后现代主义运动，但有一些设计師却依然坚持现代主义的传统，完全依照现代主义的基本设计，他们根据新需要给现代主义加入了新的简单形式變化其象征意义，但从总体来说他们可以说是现代主义继续升級发展的后代。
这种依然以理性主义、功能主义、减少主义方式进行设计的新現代建筑家，虽然人数不多但影响力依然存在。

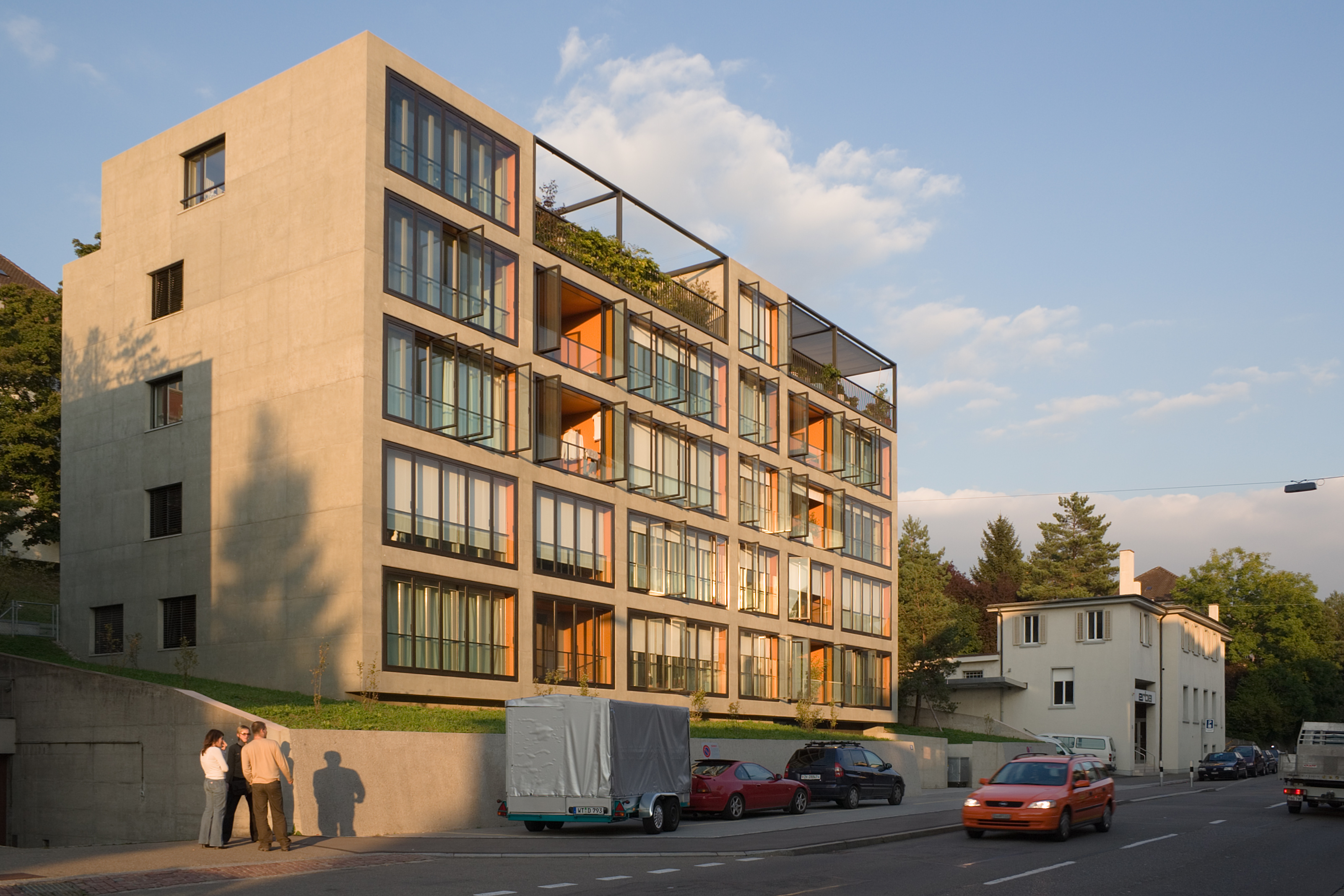
位於瑞士蘇黎世的新現代主義建築。
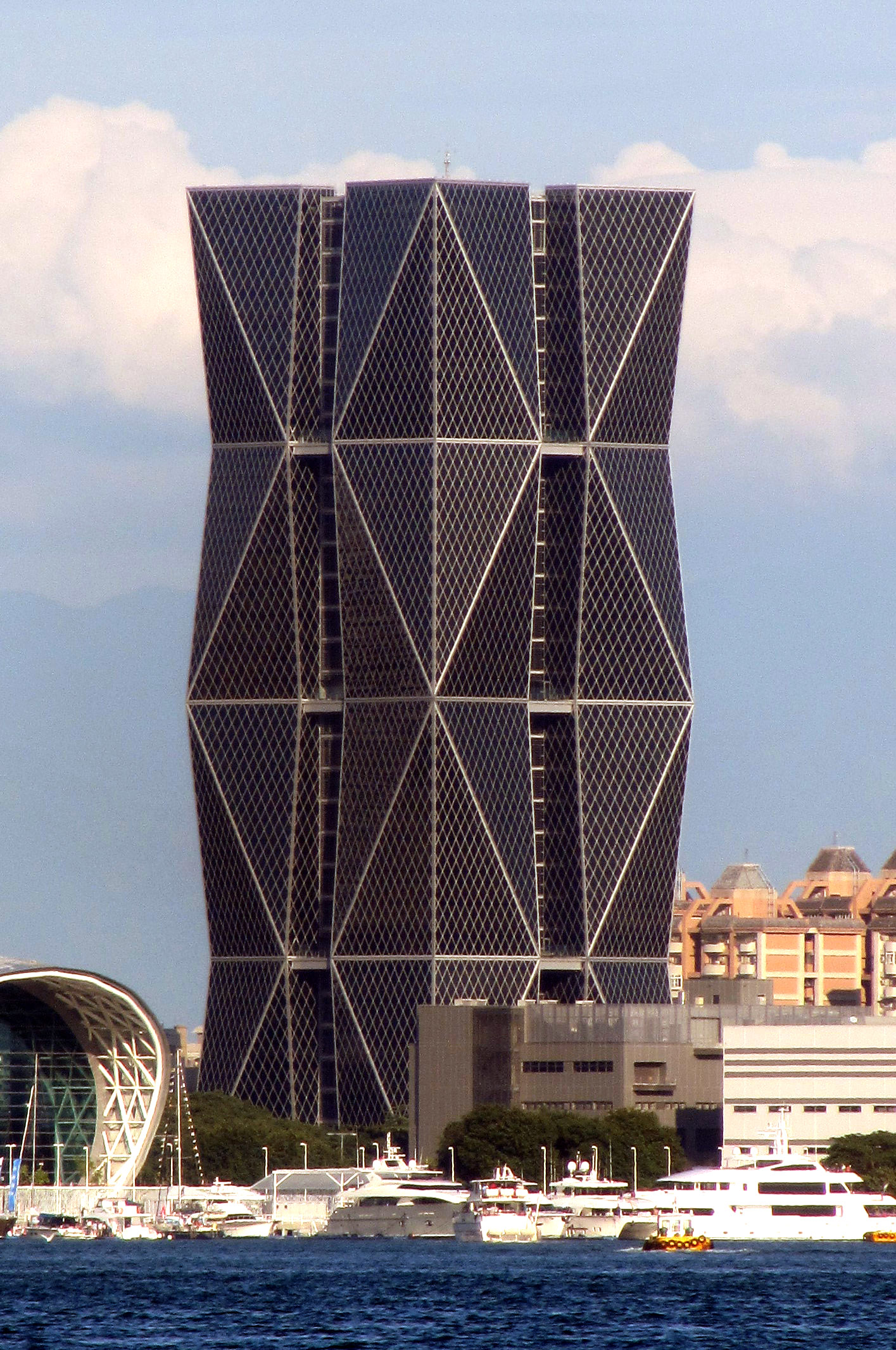
台灣中鋼總部
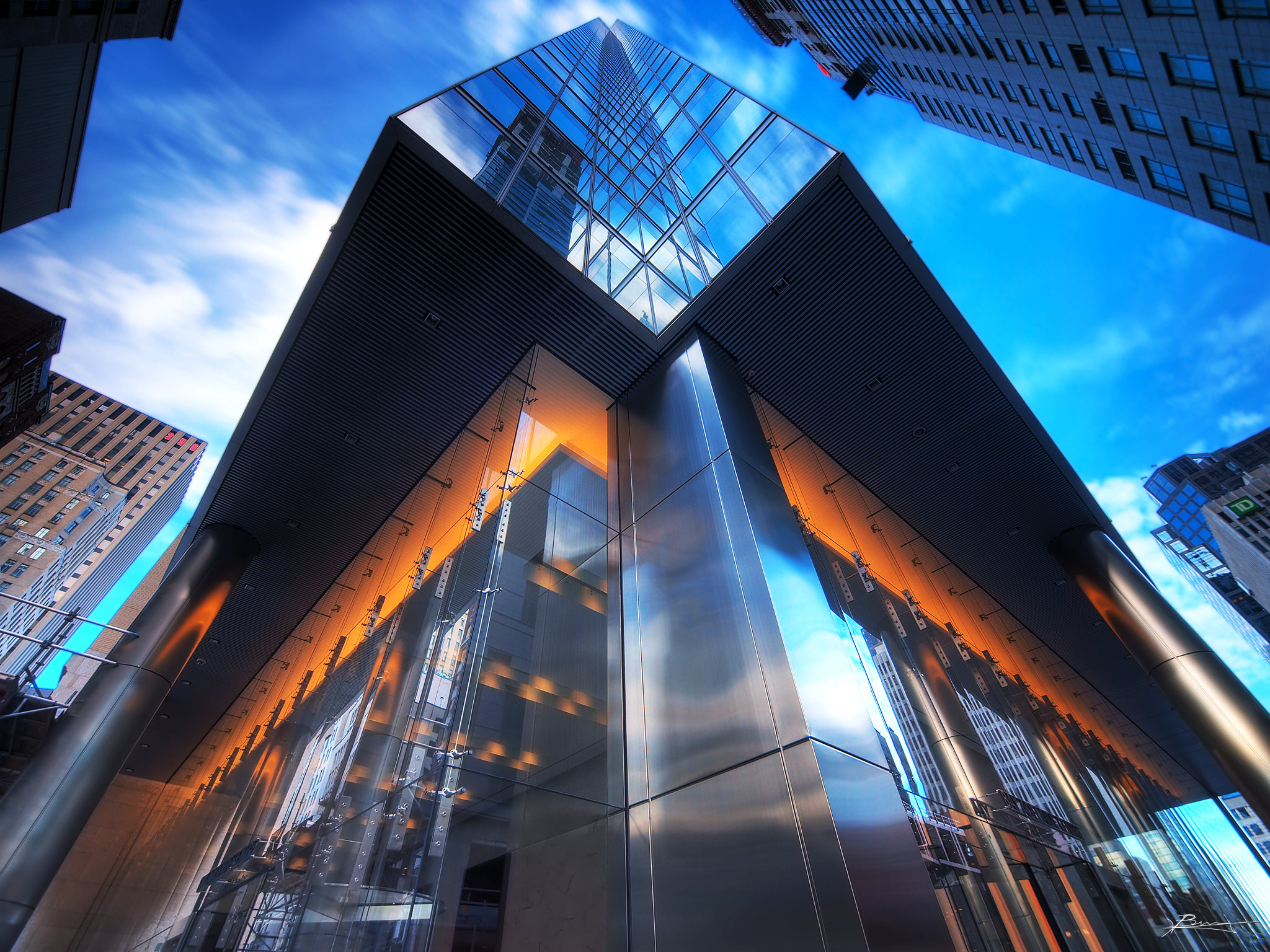
阿德萊迪灣大廈
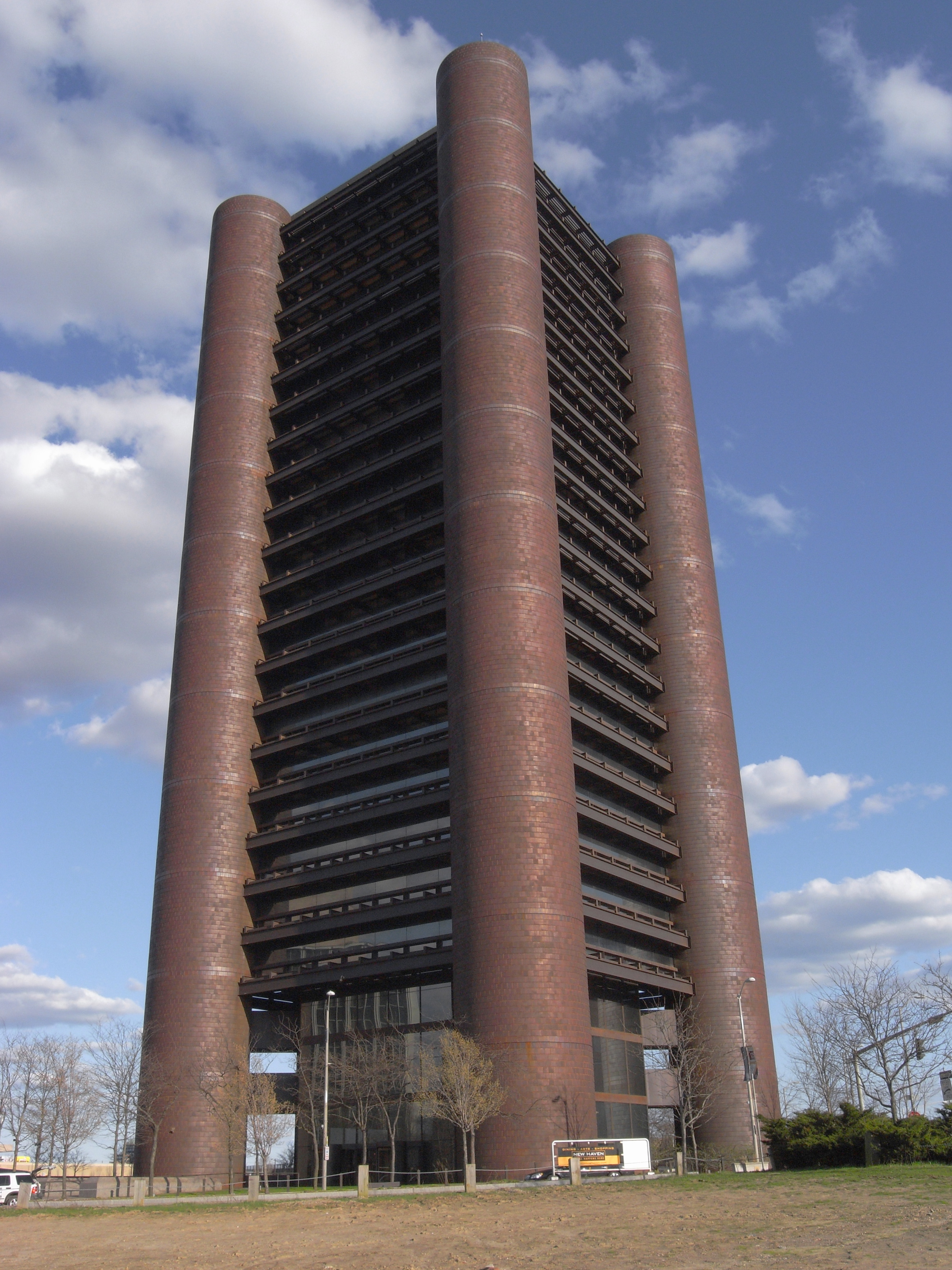
紐哈芬市KofL總部

### 引用
1. ↑  . 澳門藝術博物館：解構新建築.   [2008年2月27日]. （原始内容存档于2008年11月18日）.
2. ↑  . 论文发表论坛.   [2008年2月27日].[永久]

## 參看
- 新現代主義 - 現代主義建築 - 簡約主義
- 新城市運動
- 再現代主義
- 反概念藝術（Stuckism）

## 外部連結
- Neomodern group manifesto
- Remodernist Manifesto （页面存档备份，存于）